# Накамура Сюдзі
Накаму́ра Сю́дзі (【中村修二】　なかむら-しゅうじ, англ. Shuji Nakamura; нар. 22 травня 1954) — японський науковець, громадянин США. Інженер-електронік, фізик. Лауреат Нобелівської премії з фізики 2014 року. Винахідник синього світлодіода. Професор Каліфорнійського університету, США (з 2000), професор-візитатор університетів Сінсю й Ехіме, Японія (2002, 2006).
Народився у містечку Сето (сучас. Іката), Ехіме, Японія. Випускник інженерного факультету Токусімського університету (1977). Доктор технічних наук (1994, Токусімський університет). Співробітник компанії Nichia Chemical Industries в Токусімі (1979–1994). 1993 року виготовив перші світлодіоди на базі нітриду галлію. 1999 року покинув компанію, виїхав до США й змінив громадянство. 2001 року виграв суд проти Nichia Chemical Industries, вимагаючи визнати своє відкриття. Нагороджений численними нагородами: приз Асахі Сімбун (2001), медаль Бенджаміна Франкліна (2002), фінська премія «Технологія тисячоліття» (2006), премія Харві (2009), винахідник року (2011), приз Еммі (2012). Почесний доктор Гонконзького університету науки і технології.

## Відзнаки
- 2014: Нобелівська премія з фізики разом Акасакі Ісаму та Амано Хіросі.